# Бернелл, Мэдс
Мэдс Бернелл (дат. Mads Burnell; род. 6 марта 1994 года, США) — датский боец смешанного стиля, представитель полулёгкой и лëгкой весовой категории. Выступает на профессиональном уровне, начиная с 2013 года. Известен по участию в турнирах престижных бойцовских организаций UFC, Bellator MMA, Cage Warriors. Бывший чемпион Cage Warriors в полулёгком весе.

## Карьера в смешанных единоборствах

### Начало профессиональной карьеры
Мэдс Бернелл начал профессиональную карьеру в смешанных единоборствах в 2013 году, выступая в европейских промоушенах. В начале карьеры он одержал пять побед подряд, затем потерпел первую неудачу в карьере, проиграв Отто Тониссаару на турнире Octagon Athletes—2 техническим нокаутом во втором раунде. После этого поражения он провёл в европейских лигах ещё три боя и в каждом из них выходил победителем. До контракта с UFC имел профессиональный рекорд ММА 8–1.

### Ultimate Fighting Championship
Бернелл дебютировал на UFC 2 сентября 2017 года в бою против Мишела Празериса, заменив Ислама Махачева на турнире UFC Fight Night: Волков против Струве. Дебют сложился для него неудачным, он проиграл удушающим приёмом север-юг в третьем раунде.
После неудачного дебюта в самой престижной бойцовской организации мира свой второй бой он провёл 14 января 2018 года против Майка Сантьяго на турнире UFC Fight Night: Stephens vs. Choi, — выиграл единогласным решением судей.
27 мая 2018 года Бернелл встретился с Арнольдом Алленом на турнире UFC Fight Night: Thompson vs.Till. Он вёл по очкам, но в итоге досрочно проиграл удушающим приёмом в третьем раунде.
7 сентября 2018 года Бёрнелл расторг контракт с UFC.

### Cage Warriors
7 сентября 2018 года стало известно о том, что Бернелл подписал контракт с Cage Warriors.
17 ноября 2018 года он дебютировал в лиге против Лукаша Раевски на турнире Cage Warriors—99 и победил удушающим приемом сзади.
29 июня 2019 года на турнире Cage Warriors—106 Бернелл завоевал титул чемпиона Cage Warriors в полулёгком весе, победив  Дена Трумана редким удушающим приёмом (японский галстук) во втором раунде.
22 ноября 2019 года Бернелл должен был отстоять свой титул в бою против претендента Стива Эймэбла на турнире Cage Warriors London. Однако претендент не сделал вес и провалил процедуру взвешивания, перевесив Бернелла, и соответственно бой приобрёл рейтинговый статус. Несмотря на перевес соперника, Бернелл сумел победить в этом бою единогласным решением судей.

### Bellator MMA
4 августа 2020 года Бернелл подписал контракт с Bellator MMA.
Дебютировал 10 октября 2020 года на турнире Bellator—248. В дебютном бою он встретился с Дарко Бановичем и выиграл у него техническим нокаутом в первом раунде.
2 апреля 2021 года Бернелл должен был сразиться с победителем The Ultimate Fighter: Team McGregor и Team Faber Солом Роджерсом на турнире Bellator 255. Однако поединок был отменëн из-за проблем с визой. В конечном итоге они встретились 16 апреля 2021 года на турнире Bellator 257: Немков - Дэвис 2, где Бернелл победил Роджерса удушающим приëмом во втором раунде.

## Достижения и титулы
- Cage Warriors 
  - Чемпион в полулёгком весе[9].
- Чемпион Европы по бразильскому джиу-джитсу[11].

## Статистика ММА

### Профессиональные бои
| Боёв 20  | Побед 16 | Поражений 4 |
| -------- | -------- | ----------- |
| Нокаутом | 1        | 1           |
| Сдачей   | 9        | 2           |
| Решением | 6        | 1           |

| Результат | Рекорд | Соперник              | Способ                          | Турнир                                       | Дата             | Раунд | Время | Место                 | Примечание                                          |
| --------- | ------ | --------------------- | ------------------------------- | -------------------------------------------- | ---------------- | ----- | ----- | --------------------- | --------------------------------------------------- |
| Поражение | 16-4   | Адам Борич            | Решением (единогласным)         | Bellator 276: Борич - Бернелл                | 12 марта 2022    | 5     | 5:00  | США, Сент-Луис        |                                                     |
| Победа    | 16-3   | Эммануэль Санчес      | Решением (единогласным)         | Bellator 263: Pitbull vs. McKee              | 31 июля 2021     | 3     | 5:00  | США, Лос-Анджелес     |                                                     |
| Победа    | 15-3   | Сол Роджерс           | Сабмишном (удушение сзади)      | Bellator 257: Немков - Дэвис 2               | 16 апреля 2021   | 2     | 4:08  | США, Коннектикут      |                                                     |
| Победа    | 14-3   | Дарко Банович         | Техническим нокаутом (удары)    | Bellator 248: Конго - Джонсон 2              | 10 октября 2020  | 1     | 3:13  | Франция, Париж        | Дебют в Bellator                                    |
| Победа    | 13-3   | Стив Эмабль           | Решением (единогласным)         | CW 111 Cage Warriors 111                     | 22 ноября 2019   | 3     | 5:00  | Англия, Лондон        |                                                     |
| Победа    | 12-3   | Ден Трумэн            | Сабмишном (японский галстук)    | CW 106 Cage Warriors 106: Night of Champions | 29 июня 2019     | 2     | 3:04  | Англия, Лондон        | Завоевал титул лиги Cage Warriors в полулёгком весе |
| Победа    | 11-3   | Ахмед Вила            | Сабмишном (японский галстук)    | CW 103 Cage Warriors 103                     | 9 марта 2019     | 1     | 0:50  | Дания, Копенгаген     |                                                     |
| Победа    | 10-3   | Лукаш Ражевски        | Сабмишном (удушение сзади)      | CW 99 Cage Warriors 99                       | 17 ноября 2018   | 1     | 3:23  | Англия                |                                                     |
| Поражение | 9-3    | Арнольд Аллен         | Сабмишном (удушение гильотиной) | UFC Fight Night 130: Томпсон - Тилл          | 27 мая 2018      | 3     | 2:41  | Англия, Ливерпуль     |                                                     |
| Победа    | 9-2    | Майк Сантьяго         | Решением (единогласным)         | UFC Fight Night 124: Стивенс - Чой           | 14 января 2018   | 3     | 5:00  | США, Миссури          |                                                     |
| Поражение | 8-2    | Мишел Празерис        | Сабмишном (удушение север-юг)   | UFC Fight Night 115: Волков - Струв          | 02 сентября 2017 | 3     | 1:26  | Нидерланды, Роттердам |                                                     |
| Победа    | 8-1    | Фернандо Дуарте Герра | Сабмишном (японский галстук)    | SOMMA 2 Duarte vs. Burnell                   | 11 ноября 2016   | 1     | 1:21  | Шотландия, Глазго     |                                                     |
| Победа    | 7-1    | Энтони Риджжио        | Сабмишном (японский галстук)    | MMA Galla Gonzalez vs. Djursaa               | 17 сентября 2016 | 1     | N/a   | Дания, Оденсе         |                                                     |
| Победа    | 6-1    | Эмерик Юмби           | Решением (единогласным)         | ICE FC - ICE Fighting Championships 12       | 5 марта 2016     | 3     | 5:00  | Англия, Ньюкасл       |                                                     |
| Поражение | 5-1    | Отт Тониссаар         | Техническим нокаутом (удары)    | Octagon Athletes - Octagon Athletes 2        | 7 ноября 2015    | 2     | 0:00  | Дания                 |                                                     |
| Победа    | 5-0    | Хайрэм Родригес       | Решением (единогласным)         | Battle of Copenhagen - Reunion               | 3 октября 2015   | 3     | 5:00  | Дания, Копенгаген     |                                                     |
| Победа    | 4-0    | Джейми Рейнолдс       | Сабмишном (рычаг локтя)         | Odense Fight Night - 3                       | 25 апреля 2015   | 1     | 0:30  | Дания                 |                                                     |
| Победа    | 3-0    | Насир Аюби            | Решением (единогласным)         | Trophy MMA 4 - Summer Break                  | 30 августа 2014  | 3     | 5:00  | Швеция, Мальмё        |                                                     |
| Победа    | 2-0    | Али Селькук Aйин      | Сабмишном (удушение Брабо)      | EMMA 8 - European MMA 8                      | 22 февраля 2014  | 1     | 0:50  | Дания, Ховедстаден    |                                                     |
| Победа    | 1-0    | Александр Сревановиц  | Сабмишном (удушение анаконды)   | EMMA 6 - The Real Deal                       | 26 сентября 2013 | 1     | 0:00  | Дания                 |                                                     |

### Любительские бои
| Результат | Рекорд | Соперник          | Способ                             | Турнир                      | Дата             | Раунд | Время | Место                | Примечание |
| --------- | ------ | ----------------- | ---------------------------------- | --------------------------- | ---------------- | ----- | ----- | -------------------- | ---------- |
| Поражение | 3-1    | Эрик Фриберг      | Сабмишном (удушение треугольником) | FG 25 - Fighter Gala 25     | 12 мая 2012      | 2     | 2:00  | Дания, Фредериксберг |            |
| Победа    | 3-0    | Кейван Акрадлу    | Решением (единогласным)            | FG - Casino Fight Night     | 4 февраля 2012   | 2     | 2:00  | Дания, Копенгаген    |            |
| Победа    | 2-0    | Джонас Олбертссон | Решением (единогласным)            | FG 23 - Cage Fight          | 1 октября 2011   | 3     | 3:00  | Дания, Копенгаген    |            |
| Победа    | 1-0    | Лассе Норсков     | Техническим нокаутом (удары)       | FG 22 - Djursaa vs. Ordoyan | 10 сентября 2011 | 2     | 1:47  | Дания                |            |